# Collen Maduwapera
Collen Maduwapera es un escultor de Zimbabue, nacido en Ruwa el año 1967.

## Datos biográficos
Nacido en una familia de ocho personas en Ruwa; Maduwapera completó sus estudios primarios en Ruwa antes de dirigirse a Bromley para la escuela secundaria. Cuando terminó, sus padres murieron, y encontró trabajo como profesor. Durante este tiempo conoció a Nicholas Mukomberanwa, convirtiéndose en un alumno en su taller. Mukomberanwa le animó a desarrollar su talento en la pintura y la escultura. Maduwapera trabajó para el Ministerio de Educación hasta el año 1994, dedicándose solo a la escultura en su tiempo libre. Con la ayuda de Mukomberanwa montó un taller junto con Itayi Tauzeni y Gerald Takawira; hoy en día trabaja a tiempo completo como artista.